# Pailhes-Methode
Die Pailhes-Methode ist ein Verfahren zur Abschätzung des Normalsiedepunkts TB aus einem bekannten Siedepunkt bei einer niedrigen Temperatur, dem kritischen Druck Pc und einem Verhältnis TB/Tc, das aus der Lydersen-Methode bestimmt werden kann.
Die Methode dient vor allem dazu, bei hochsiedenden Komponenten, deren Normalsiedepunkt nicht oder nur schwer experimentell bestimmt werden kann, diese für viele Abschätzverfahren wichtige Größe trotzdem, zumindest mit einiger Genauigkeit, bestimmen zu können.

## Bestimmungsgleichungen
{\displaystyle T_{\mathrm {B} }=T_{\mathrm {sat} }{\frac {\log _{10}P_{\mathrm {c} }+(1-\theta )x}{\log _{10}P_{\mathrm {c} }}}-3x-1{,}49x^{2}}
mit
{\displaystyle x=\log _{10}\left({\frac {P_{\text{normal}}}{P_{\mathrm {sat} }}}\right)}
{\displaystyle \theta ={\frac {T_{\mathrm {B} }}{T_{\mathrm {c} }}}} wird in der Originalveröffentlichung ebenso wie der kritische Druck Pc mit der Lydersen-Methode berechnet. Sowohl θ als auch Pc können jedoch auch mit anderen geeigneten Verfahren bestimmt werden.
{\displaystyle T_{\mathrm {sat} },P_{\mathrm {sat} }} ist ein bekannter Sättigungsdampfdruck bei einer niedrigen Temperatur, oft in der Nähe der Raumtemperatur.

## Beispielrechnung
Für n-Butylacetat (Essigsäurebutylester) gilt folgende Rechnung:

Strukturformel von n-Butylacetat

Nach Lydersen gelten folgenden Gruppenbeiträge für Tc:
–CH3/–CH2: 0,020 (Atome 1,5,6,7,8)
–COO–: 0,047 (Atome 2,3,4)
und für Pc:
–CH3/–CH2: 0,227
–COO–: 0,47
Damit ergibt sich 
{\displaystyle \sum \Delta T=5\cdot 0{,}020+0{,}047=0{,}147\quad {\text{und}}\quad \theta =0{,}567+0{,}147-0{,}147^{2}=0{,}692391}
Mit der Molaren Masse MW=116,161 g·mol−1 ergibt sich der kritische Druck zu
{\displaystyle P_{\mathrm {c} }={\frac {116{,}161}{{0{,}34+5\cdot 0{,}227+0{,}47}^{2}}}=30{,}70585\,\mathrm {atm} \quad {\text{und}}\quad \log P_{\mathrm {c} }=1{,}4872211}
Mit Psat=1,7732 kPa bei Tsat=293,65 K
ergibt sich 
{\displaystyle x=\log _{10}\left({\frac {101{,}325\,\mathrm {kPa} }{1{,}7732\,\mathrm {kPa} }}\right)=1{,}75696}
Damit sind alle benötigten Werte bestimmt und die Bestimmungsgleichung kann besetzt werden:
{\displaystyle T_{\mathrm {B} }=293{,}65\cdot {\frac {1{,}4872211+(1-0{,}692391)\cdot 1{,}75696}{1{,}4872211}}-3\cdot 1{,}75696-1{,}49\cdot 1{,}75696^{2}}
{\displaystyle T_{\mathrm {B} }=390{,}49\,\mathrm {K} }
In der Literatur veröffentlichte Normalsiedepunkte liegen zwischen TB=397,65 K und  TB=399,85 K.